# Quatrième corps de l'armée de Virginie du Nord
Le quatrième corps est une unité militaire formée en octobre 1864 au sein de l'armée de Virginie du Nord de l'armée confédérée. Il combat pour les États confédérés d'Amérique au cours des dernières étapes de la guerre de Sécession. Le corps d'armée est commandé par Richard H. Anderson au cours de sa courte vie et est combiné avec le deuxième Corps peu de temps avant la reddition de Lee le 9 avril 1865.

## 1864
Avec que le lieutenant général James Longstreet a recouvré de ses blessures, ce qui lui permet de reprendre le commandement du premier corps, un nouveau quatrième corps est créé le 19 octobre 1864. Commandé par le lieutenant général à titre temporaire Anderson, il est constitué par des unités du premier, du deuxième et du troisième corps de l'armée de Lee, ainsi que d'autres unités de la réserve et détachées autour de Richmond.

## 1865
Le quatrième corps passe l'hiver 1864/5 à camper autour de Petersburg en tant qu'élément  de l'armée de Virginie du Nord. En avril, l'armée du Potomac, sous les ordres du général Ulysses Grant, perce les défenses et termine avec succès le siège de Richmond, initiant le début de la campagne d'Appomattox. Le quatrième corps retraite avec le reste de l'armée du général Lee, mais est en grande partie détruite lors de la bataille de Sailor's Creek, au cours de laquelle plusieurs officiers clés sont capturés. Les survivants se rendent trois jours plus tard, le 9 avril 1865, à Appomattox Court House.